# Sceloporus adleri
Espèce
Statut de conservation UICN

 LC  : Préoccupation mineure
Sceloporus adleri est une espèce de sauriens de la famille des Phrynosomatidae.

## Répartition
Cette espèce est endémique du Guerrero au Mexique.

## Étymologie
Cette espèce est nommée en l'honneur de Kraig Adler.

## Publication originale
- Smith & Savitzky, 1974 : Another cryptic associate of the lizard Sceloporus formosus in Guerrero, Mexico. Journal of Herpetology, vol. 8, no 3, p. 297-303.